# دنیا (فیلم ۱۹۸۴)
دنیا (به هندی: Duniya) فیلمی محصول سال ۱۹۸۴ و به کارگردانی رامش تالوار است. در این فیلم بازیگرانی همچون دیلیپ کومار، سایرا بانو، ریشی کاپور، آمریتا سینگ، پران، آمریش پوری، پریم چوپرا، ساتین کاپو، آنجان سیرواستاو، کولبوشان کارباندا و اوم پوری ایفای نقش کرده‌اند.